# Horacio Bocaranda
Horacio Bocaranda, nombres alternativos Steve Bocaranda o Steve Horacio Bocaranda, es un director de cine  estadounidense aunque nació en Valencia, Venezuela, pero llegó a California cuando era solo un jovencito.

## Biografía
Bocaranda comenzó sus estudios de cine y televisión en 1985 en California State University, Los Angeles. Comenzó a trabajar en la estación KRCA channel 22, Los Ángeles. Por los años 1990 trabajó en la estación Channel 62 en el controversial programa llamado José Luís González Sin Censura del conductor José Luis González. Trabajó en el cine así como en varias estaciones de televisión y radio de Los Estados Unidos de América. En Univision trabajó en "El Gordo y La Flaca", un programa diario. Además hizo muchos comerciales para la televisión. Entre ellos podemos incluir Ingles Sin Barreras Archivado el 16 de marzo de 2009 en Wayback Machine. y Ford.

## Director de Comerciales
Él ha realizado más de 1400 comerciales para Estados Unidos, Latinoamérica y Europa.
- Codetel International
- Verizon
- Blackstone
- Univision
- Telemundo
- Telefutura
- Canal 41 (América TEVE)
- Canal 22 (WDLP)

## Productor de TV
- Productor, Billboard Music Awards (NBC).
- Productor, Quién tiene la razón (Oakland Entertainment).
- Productor, José Luis sin censura (KRCA Canal 62 Los Ángeles).
- Productor, Que Buena TV (Con El Carnalillo) (KRCA Canal 62 Los Ángeles).
- General Productor, Agua y Chocolate (Hispanic TV Network).
- General Productor, A Tu Salud (Hispanic TV Network).
- General Productor, Marta Susana, Venevisión Internacional.
- General Productor, María Elvira Confronta (América TEVE Canal 41 Miami).
- General Productor, María Elvira Confronta (WDLP Canal 22 Miami).

## Locutor de TV
- Al Rojo Vivo (Telemundo)
- Que Bodas (Gordo Y La Flaca, Univision)
- Marta Susana, Venevisión International)
- Wow El Programa TV, Bocaranda Show Productions, Inc.
- Wow Podcast, 2004. Bocaranda Show Productions, Inc.
- The News Podcast En Español, 2004. Bocaranda Show Productions, Inc.
- Nissan. Bocaranda Show Productions, Inc.
- Comerciales, Bocaranda Show Productions, Inc.
- Comerciales, Hard Rock Cafe

## Director de cine
- The Celibacy (2010)
- Oscar Celebrity Suite (2006)
- María Elvira Confronta (2005)
- El Chiquito se metió a la escuela (1994)
- Un macho en el hotel (1989)